# 583729 Tejfel
583729 Tejfel è un asteroide della fascia principale esterna. Scoperto nel 2011, presenta un'orbita caratterizzata da un semiasse maggiore pari a 3,184795 UA e da un'eccentricità di 0,083816, inclinata di 7,744878° rispetto all'eclittica.
Viktor Tejfel è un astronomo kazako e professore presso l'Istituto Astrofisico Fesenkov. Noto per i suoi approfonditi studi su Giove, Saturno, i loro satelliti e la Luna, è autore di 320 articoli scientifici e due monografie; inoltre, è anche un divulgatore scientifico.